# Banda Calypso em Angola
Banda Calypso Em Angola é o sétimo álbum ao vivo e sexto de vídeo da Banda Calypso, foi gravado em 16 de setembro de 2011, durante uma apresentação para um público de 70 mil pessoas no Festival Internacional de Música, do Sumbe em Angola. Apesar da dificuldade logística, a banda quis gravá-lo durante seu concerto no evento como uma forma de prestar homenagem ao povo daquele país. Lançado em 11 de maio de 2012 pela Radar Records, o projeto apresenta 18 músicas que mostram diversas fases da carreira da banda e a participação do cantor angolano Anselmo Ralph. O álbum lançou como singles "Blackout" e "Lelezinha".
Na época, o DVD da obra, com pouco mais de um mês de lançamento, figurou entre os cinco mais adquiridos do país. "Estamos satisfeitos com os resultados, mas não surpresos. Os fãs da Banda Calypso são muito fiéis e naturalmente são nossos divulgadores", sentenciou a vocalista Joelma.

## Faixas
| DVD · CD |                                                                  |                                                                  |         |  |
| N.º      | Título                                                           | Compositor(es)                                                   | Duração |  |
| 1.       | "Meu Encanto"                                                    | Marquinhos Maraial Flávio Bento                                  | 3:50    |  |
| 2.       | "Homem Perfeito (El Hombre Perfcto)"                             | Alberto Gaitan Ricardo Alfredo Gaitan Nicolas Tovar Carla Mendes | 4:27    |  |
| 3.       | "Ardendo De Amor"                                                | Elias Muniz                                                      | 3:12    |  |
| 4.       | "Entre Tapas E Beijos"                                           | Nilton Lamas Antônio Bueno                                       | 3:08    |  |
| 5.       | "Doa Em Quem Doer"                                               | Marquinhos Maraial Isac Maraial                                  | 3:16    |  |
| 6.       | "Te Encontrei"                                                   | Louro Santos                                                     | 3:16    |  |
| 7.       | "Pot-Pourri: Príncipe Encantado / Me Telefona / Você Me Enganou" | Marquinhos Maraial Beto Caju Márcio Flay Alberto Moreno          | 6:04    |  |
| 8.       | "O Som Da África" (part. Anselmo Ralph)                          | Chimbinha Marquinhos Maraial Beto Caju                           | 3:50    |  |
| 9.       | "Meus Medos"                                                     | Zélia Zanti                                                      | 3:06    |  |
| 10.      | "[Perdoa"                                                        | Chrystian Lima Beto Caju                                         | 3:44    |  |
| 11.      | "A Cura"                                                         | Batan                                                            | 3:13    |  |
| 12.      | "Blackout"                                                       | Marquinhos Maraial Luizinho Lino                                 | 3:05    |  |
| 13.      | "Imagino"                                                        | Chrystian Lima Ivo Lima                                          | 3:59    |  |
| 14.      | "Ataque de Um Leão"                                              | Marquinhos Maraial Sivaldo Dias                                  | 3:44    |  |
| 15.      | "De Joelhos"                                                     | Marquinhos Maraial Flávio Bento                                  | 3:56    |  |
| 16.      | "Pot-Pourri De Carimbó: Pra Dançar Carimbó / Rebola"             | Lucinha Matos Beto Caju Jairon Neves                             | 2:58    |  |
| 17.      | "Lelezinha"                                                      | Isac Maraial Luizinho Lima                                       | 3:12    |  |
| 18.      | "Vai Pegar Fogo"                                                 | Chrystian Lima Beto Caju Jairon Neves                            | 3:26    |  |